# Micigliano
Micigliano è un comune italiano di 121 abitanti della provincia di Rieti nel Lazio. Fino al 1927 faceva parte della provincia dell'Aquila, in Abruzzo e, dal 1233 al 1861, è stato parte integrante del Giustizierato d'Abruzzo e della provincia Abruzzo Ultra II, nel distretto di Cittaducale, con capoluogo L'Aquila.

## Geografia fisica

### Territorio

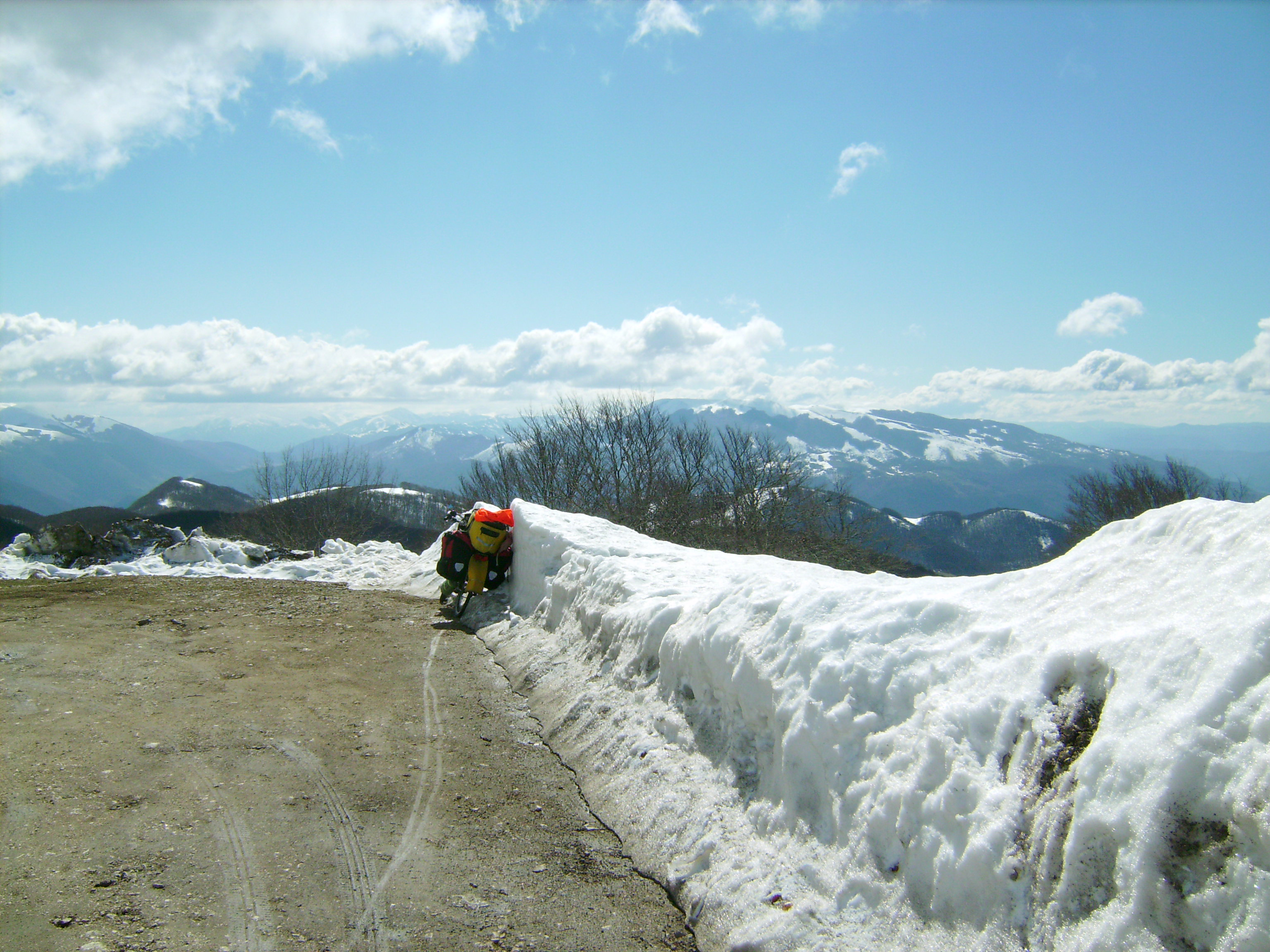
Vista dal Monte Terminillo in direzione di Micigliano dall'anello di Campoforogna

Si colloca sul versante orientale del massiccio del Monte Terminillo, lungo le pendici del Monte Valloni (2.004 m) e del Monte Elefante (2.015 m), ad una quota piuttosto elevata (925 s.l.m. la parte bassa, 1.005 s.l.m. la parte alta) dominando le sottostanti Gole del Velino. Fanno parte del comune anche le frazioni di S. Quirico e del Terminillo (località Rialto-Terminillo); quest'ultima, insieme a Pian de Valli e alla confinante Campoforogna, forma la stazione sciistica meridionale del Monte Terminillo.

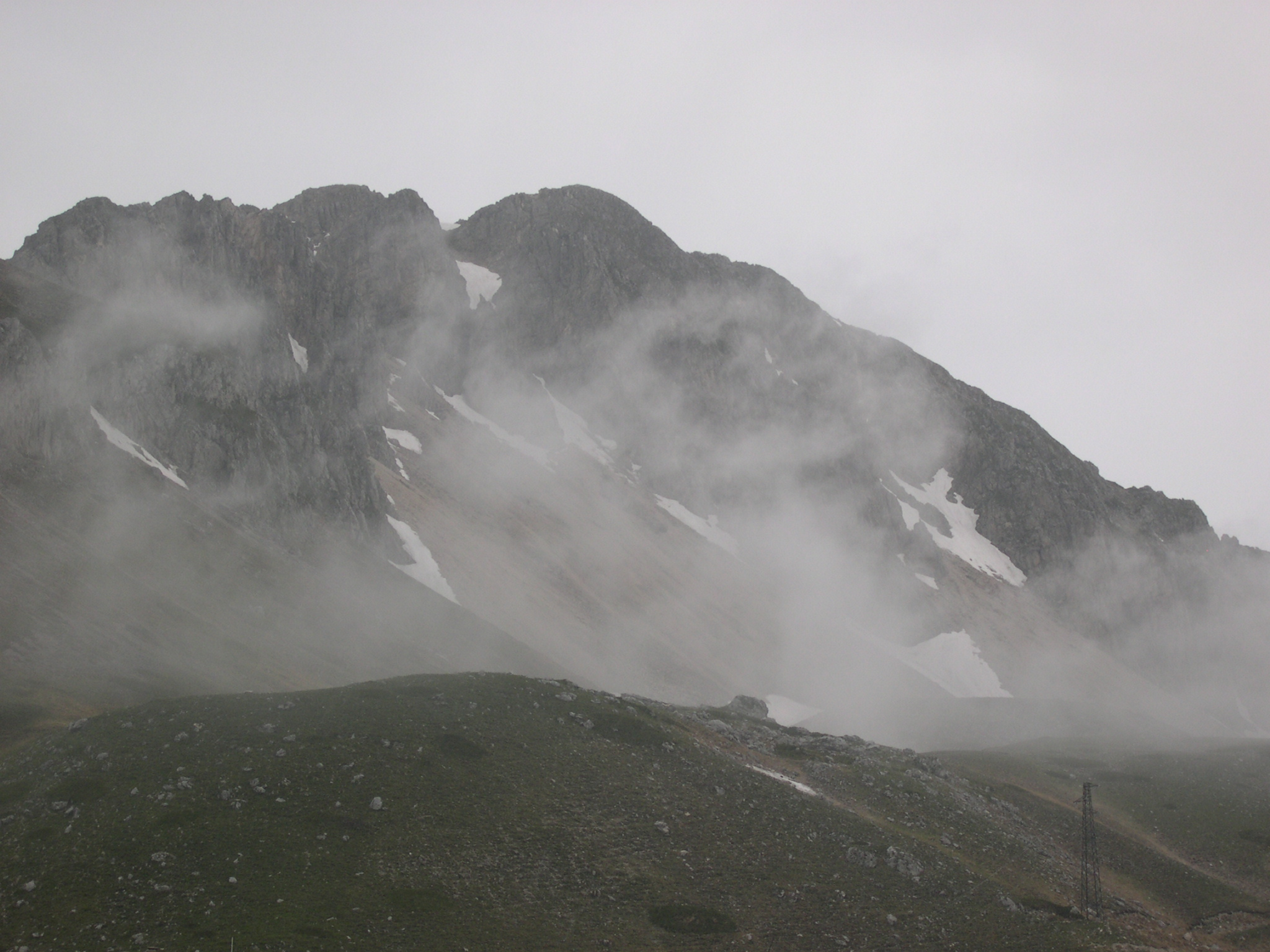
Il Terminillo visto dalla Sella di Leonessa

### Clima
Classificazione climatica: zona F, 3048 GR/G
Il clima di Micigliano è freddo d'inverno e caldo d'estate. Vediamo infatti che le minime d'inverno raggiungono i -5 gradi c mentre le massime 5 o anche, nei periodi di alta pressione, 10 gradi. A valle (400–500 m), grazie alle inversione termiche, vediamo che le temperature sono simili. Le precipitazioni sono nevose in particolare nelle ondate di freddo, o nei periodi tra dicembre e marzo. La neve non è però costante a terra tutto l'inverno, se non in altitudini sopra i 1300–1400 m s.l.m. In estate le minime si aggirano intorno ai 10 gradi. Le massime in genere 25-30 con poca umidità relativa (20%). In casi eccezionali, si raggiungono i 35 gradi.

## Storia
Il territorio miciglianese, sebbene risulti abitato già in epoca antica grazie ad alcuni ritrovamenti archeologici, è menzionato per la prima volta nella metà del X secolo in un documento che ricorda come nel 943 l'Abbazia di Farfa avesse acquisito dei terreni "in locus qui nominatur Micilianus". Con i vicini castelli di Cesura e Vischiata, Micigliano fu un feudo dell'Abbazia dei santi Quirico e Giulitta, edificata dai Benedettini nello stesso periodo. Nel 1229 Federico II di Svevia occupa i territori abbaziali. Il feudo ecclesiastico fu abolito all'inizio del XIX secolo. Dell'insediamento di Vischiata sono visibili alcuni ruderi delle mura di cinta e delle abitazioni.

## Monumenti e luoghi d'interesse
- Abbazia benedettina dei Santi Quirico e Giulitta (X secolo)Abbazia benedettina dei Santi Quirico e Giulitta

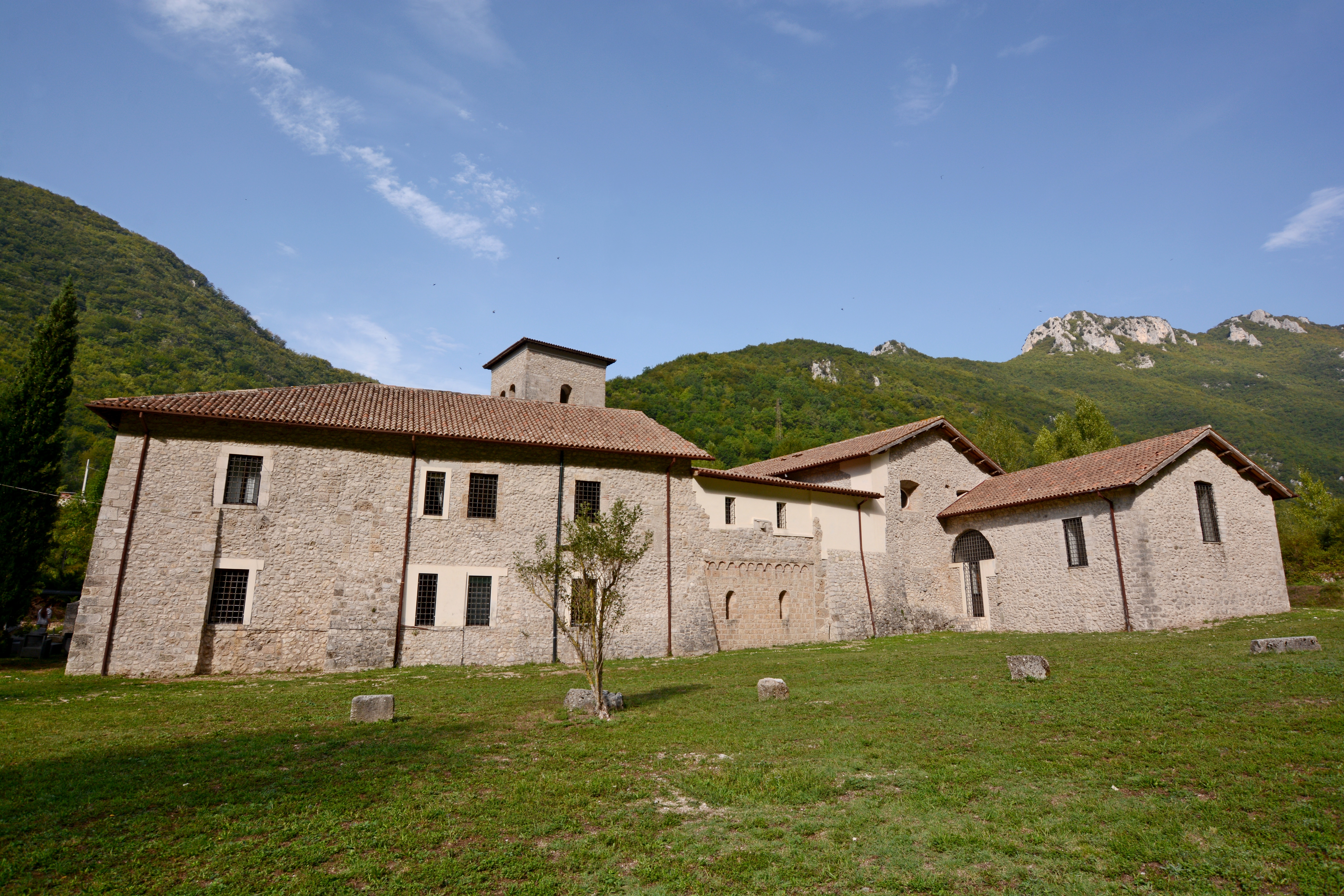
Abbazia benedettina dei Santi Quirico e Giulitta

- Una carrabile, realizzata su antico tracciato di mulattiera tramite sbancamento nel corso dell'anno 2000, disagevole, dal tracciato piuttosto tortuoso, percorribile a piedi, a cavallo e in mountain bike e d'inverno generalmente innevata, collega l'abitato di Micigliano con il passo di Sella di Leonessa (quota 1.901 s.l.m.), risalendo le pendici del Monte Valloni (2.005 m) e del Monte Elefante (2.015 m) e realizzando un percorso naturalistico d'eccezionale panoramicità, spaziando dalla vista della vetta del Terminillo fino alle sottostanti Gole del Velino, sui gruppi montuosi del Monte Giano, del Monte Nuria e di Monte Calvo, fino alla catena del Sirente-Velino e scoprendo, in alcuni tratti, anche le vette del Gran Sasso e dei monti della Laga.Rialto Terminillo

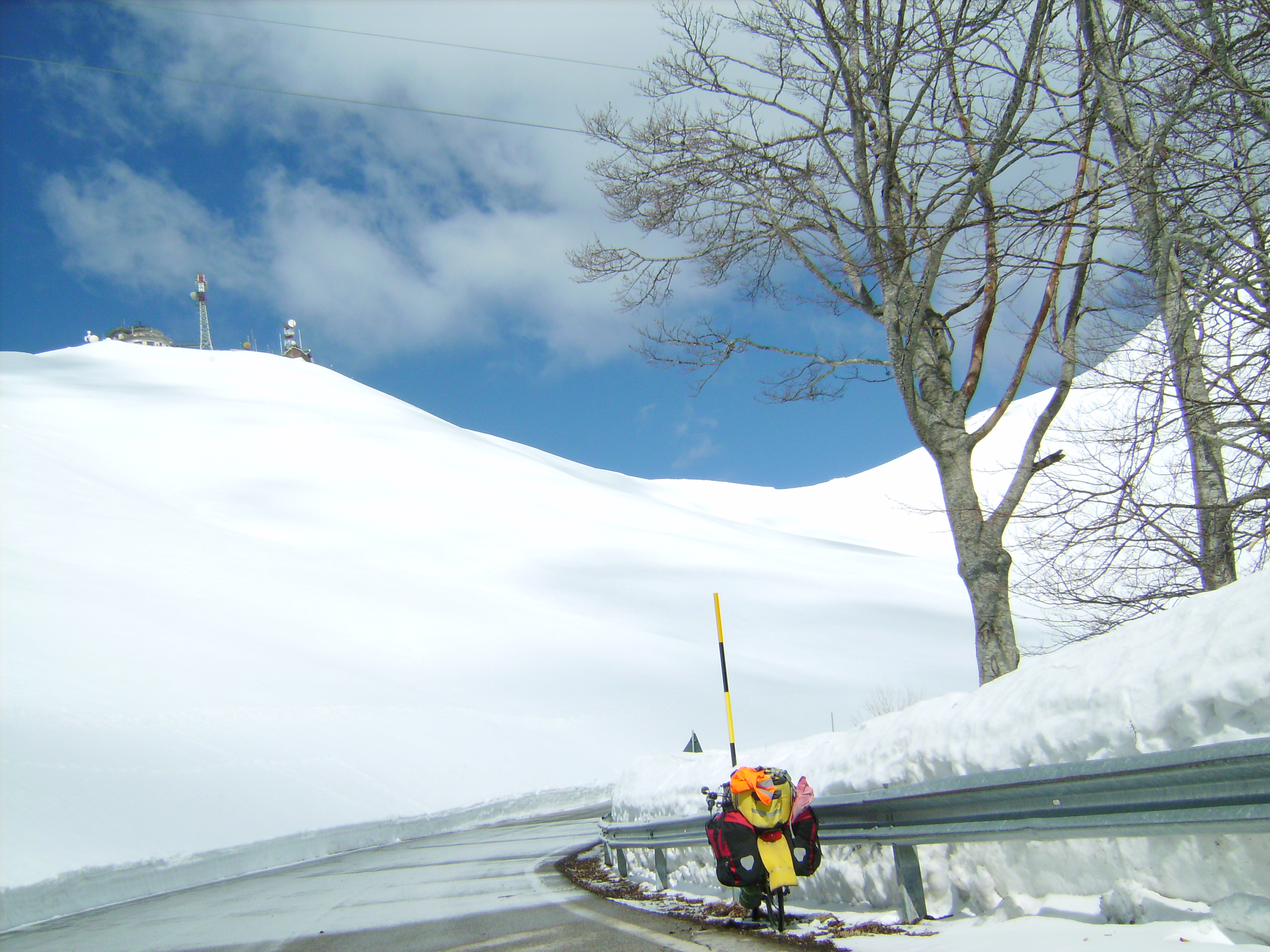
Rialto Terminillo

## Società

### Evoluzione demografica
Abitanti censiti

### Etnie e minoranze straniere
Secondo i dati ISTAT al 31 dicembre 2015 la popolazione straniera residente era di 4 persone.

### Tradizioni e folclore
- Pasquarella, 5 gennaio
- Pasquetta, tempo permettendo viene festeggiata a Sant'Angelo
- Festa dal 10 agosto al 15 agosto in onore del patrono San Lorenzo (10/08), di Sant'Antonio (11/08) e della Madonna (14/08), si conclude con la Festa della Montagna (braciolata di Ferragosto) in località Le Prata

## Cultura

### Museo Civico delle Tradizioni Popolari
L'amore ed il rispetto per il patrimonio storico-culturale si esprimono a Micigliano anche attraverso il locale Museo Civico delle Tradizioni Popolari. Ospitato in un edificio prospiciente la sede del Comune, il Museo raccoglie le testimonianze della civiltà agricola e pastorale tipica dell'area gravitante sull'Alta Valle del Velino articolate in un percorso espositivo che passa gradualmente dall'ambiente esterno (campi, boschi, monti) a quello urbano, per concludersi, attraverso la cantina, nel cuore della casa. Vengono così documentate le attività economiche basilari, quali il lavoro dell'agricoltore, del pastore, del boscaiolo, del fabbro e del falegname, con l'esposizione di oggetti capaci di suggestioni profonde evocatrici di un mondo da non dimenticare. Da sottolineare nel settore riservato all'agricoltura l'esposizione di aratri, da quelli più antichi di legno a quelli più recenti in ferro, e di tregge (loc. traglie), speciali slitte trainate da buoi la cui forma è in relazione al tipo di materiale trasportato (sassi, concime e prodotti delle colture). La coltivazione delle castagne - da sempre attività economica basilare per la comunità di Micigliano - è documentata da rastrelli e ramazze utilizzati per la pulitura del terreno, molle (loc. mordacchie) per l'estrazione delle castagne dai ricci, cesti e panieri per la raccolta e trasporto dei frutti, graticci (loc. rate per l'essiccazione delle castagne al calore del camino. L'opera del falegname è presente in ogni angolo del Museo con l'esposizione di arche e casse di diverse dimensioni, arricchite da pregevoli motivi decorativi incisi: nel tipo grande si conservano le granaglie, in quello medio viene riposto il pane, in quello piccolo si custodisce il corredo. Al lavoro del fabbro riportano tutta una serie di strumenti, quali il mantice per la fucina, martelli, tenaglie, lime, trapani, stampi per fabbricare chiodi, che servivano per costruire gli attrezzi agricoli (zappe, vanghe, falci, vomeri per aratri) o venivano impiegati nell'attività di maniscalco svolta dallo stesso fabbro. La viticoltura, altra importante attività produttiva del luogo, è documentata da un particolare strumento impiegato nella pigiatura dell'uva: l'abberrocchio. Questo è un rudimentale torchio formato da una grossa trave fissata, per una estremità alla parete della cantina dove è addossata la vasca di premitura; alla parte opposta della trave è attaccata una grossa pietra che viene sollevata da un mulinello e che, ricadendo, trascina in basso la trave la quale a sua volta preme le vinacce contenute nella vasca tramite una pila di tavole poste al di sopra. La tessitura e la filatura sono ampiamente illustrate da un telaio completo di tutti i suoi elementi (cassa, licci, pettini, subbi, navette e spole) e da quelli strumenti come i fusi, le rocche, gli aspi e i filatoi che permettevano il confezionamento sia della biancheria che degli indumenti necessari a tutti i componenti della famiglia. Completa il percorso espositivo la ricostruzione di un angolo significativo della casa: la cucina con il focolare dove la famiglia trascorre gran parte della giornata, specie nei mesi invernali, impegnata nella produzione di oggetti di uso personale, domestico e attrezzi da lavoro. Oltre agli oggetti di uso domestico, in ogni cucina era appeso, sopra al camino, un piano ad intreccio, la rata, dove venivano poste ad essiccare le castagne. Nella sezione fotografica del museo, foto storiche che riprendono scene di lavoro, ritratti di famiglia, feste patronali, testimoniano i vari aspetti della vita economica e sociale di Micigliano e nel contempo consentono di far rivivere gli oggetti e le suppellettili esposti operando un processo di ricontestualizzazione. Attualmente il museo risulta inagibile a causa dei recenti e continui fenomeni sismici che interessano la zona.
Gabriele D'Annunzio cita Micigliano nella sua opera più famosa, Il Piacere (romanzo). 
Nel secondo capitolo Andrea Sperelli partecipa ad una festa organizzata da una sua cugina, la marchesa d’Ateleta, a cui sono invitati alcuni dei rappresentanti della “speciale classe di antica nobiltà italica” che D’Annunzio ricorda in apertura di tale capitolo. 
Tra gli invitati viene annunciata “Sua Eccellenza la principessa di Micigliano!”.
Il personaggio è di pura fantasia, non essendo mai esistito un "principato di Micigliano"

## Infrastrutture e trasporti

### Strade
È raggiungibile attraverso la strada provinciale 15, che lo collega alla Strada statale 4 Via Salaria, nel tratto delle Gole del Velino compreso tra Antrodoco e Posta.

### Ferrovie
Micigliano non è servito da alcuna linea ferroviaria. Nel territorio comunale sarebbe dovuta passare la Ferrovia Salaria (Roma-Rieti-Ascoli Piceno-San Benedetto del Tronto), che fu più volte progettata ma mai realizzata.

## Amministrazione
Nel 1927, a seguito del riordino delle circoscrizioni provinciali stabilito dal regio decreto n. 1 del 2 gennaio 1927, per volontà del governo fascista, quando venne istituita la provincia di Rieti, Micigliano passò dalla provincia dell'Aquila a quella di Rieti.
| Periodo | Periodo   | Primo Cittadino   | Partito Carica                    | Sindaco | Note       |
| ------- | --------- | ----------------- | --------------------------------- | ------- | ---------- |
| 1995    | 1999      | Luigi Corradetti  | lista civica                      | Sindaco |            |
| 1999    | 2004      | Luigi Corradetti  | lista civica                      | Sindaco | 2º mandato |
| 2004    | 2009      | Francesco Nasponi | lista civica                      | Sindaco |            |
| 2009    | 2014      | Francesco Nasponi | lista civica                      | Sindaco | 2º mandato |
| 2014    | 2019      | Emiliano Salvati  | lista civica Uniti per Micigliano | Sindaco |            |
| 2019    | 2024      | Emiliano Salvati  | lista civica Per Micigliano       | Sindaco | 2º mandato |
| 2024    | in carica | Emiliano Salvati  | Per Micigliano                    | Sindaco | 3º mandato |

### Altre informazioni amministrative
Fa parte della Comunità Montana "Velino".